# 丽江蝇子草
丽江蝇子草（学名：Silene lichiangensis）是石竹科蝇子草属的植物，为中国的特有植物。分布在中国大陆的云南等地，生长于海拔2,900米至3,600米的地区，多生长于林缘草地，目前尚未由人工引种栽培。